# Peyton Hillis
Peyton Hillis (Conway, 21 gennaio 1986) è un giocatore di football americano statunitense che gioca nel ruolo di running back per i New York Giants della National Football League (NFL).

## Carriera universitaria
Al college Hillis ha giocato con gli Arkansas Razorbacks squadra rappresentativa dell'università dell'Arkansas.

## Carriera professionistica

### Denver Broncos
Al draft NFL 2008 fu selezionato come 227a scelta dai Broncos, debuttando nella NFL l'8 settembre 2008 contro gli Oakland Raiders con il ruolo di fullback indossando la maglia numero 22. Durante la stagione riuscì a guadagnarsi il posto da titolare ma, a causa di un infortunio subito contro i Kansas City Chiefs al ginocchio, venne messo sulla lista infortunati, finendo in anticipo la stagione regolare.
Con l'arrivo del nuovo capo allenatore, Peyton non venne impiegato in maniera costante, tanto che a fine stagione si vociferò su una sua possibile cessione.
Il 14 marzo 2010 i Broncos lo cedettero ai Cleveland Browns insieme alla 168a scelta del draft NFL 2011 e una possibile scelta del draft NFL 2012 in cambio del quarterback Brady Quinn.

### Cleveland Browns
Passato ai Brown cambiò numero di maglia prendendo il 40 e cambia ruolo diventando running back. Giocò finalmente una stagione intera da titolare riuscendo a migliorare notevolmente i suoi risultati e a superare le 1.000 yard corse.
Nella stagione 2011 saltò 6 partite per un infortunio al muscolo posteriore della coscia, dopodiché giocò 10 partite di cui 9 da titolare.
Una curiosità è che nel gioco Madden NFL 12 viene ritratto in copertina con la maglietta dei Browns.

### Kansas City Chiefs
Il 14 marzo 2012, Hillis firmò coi Kansas City Chiefs.

### New York Giants
Il 16 ottobre 2013, Hillis firmò coi New York Giants. Nella prima partita con la nuova maglia segnò subito un touchdown contro i Minnesota Vikings nella settimana 7, in quella che fu la prima vittoria stagionale della sua squadra. Il secondo lo segnò nella settimana 14 contro i San Diego Chargers.

## Vittorie e premi
- (1) Pepsi NFL Rookie della settimana (13a del 2008).
- (3) FedEx Ground Player della settimana (13a del 2008, 9a e 12a del 2010).
- (1) Miglior giocatore offensivo della settimana della AFC (9a del 2010).

## Statistiche
| Partite totali             | 52    |
| Partite totali da titolare | 31    |
| Yard su ricezione          | 805   |
| Touchdown su ricezione     | 3     |
| Yard su corsa              | 2.161 |
| Touchdown su corsa         | 20    |